# Choucador pie
Pour les autres espèces de spréos, voir Spréo.
Genre
Espèce
Statut de conservation UICN

 LC  : Préoccupation mineure
Le Choucador pie (Speculipastor bicolor), aussi appelé Spréo pie, est une espèce de passereaux de la famille des Sturnidae, la seule du genre Speculipastor.

## Répartition géographique
Cet oiseau vit dans l'est de l'Afrique, notamment au Kenya.